# Letiště Jorgeho Newberyho
Letiště Jorgeho Newberyho (španělsky Aeroparque Jorge Newbery, IATA: AEP, ICAO: SABE) je hlavní letiště Buenos Aires pro vnitrostátní lety v Argentině. Kromě vnitrostátních letů se zde provádějí i lety do okolních zemí, např. do Chile, Uruguaye, Paraguaye, Brazílie atd. Letiště se nachází ve čtvrti Palermo, 2 km severovýchodně od centra hlavního města Argentiny. Má rozlohu 138 ha a je provozováno společností Aeropuertos Argentina 2000 SA Letiště je pojmenované po argentinském pilotovi Jorge Newberym.

## Aerolinie a destinace

### Pravidelné linky
| Společnost              | Destinace |
| ----------------------- | --- |
| Aero VIP                | Montevideo, Punta del Este |
| Aerochaco               | Córdoba, Iguazú, Montevideo, Presidencia Roque Sáenz Peña, Resistencia, San Carlos de Bariloche |
| Aerolíneas Argentinas   | Asunción, Bahía Blanca, Bariloche, Catamarca, Comodoro Rivadavia, Córdoba, Corrientes, El Calafate, Esquel, Florianópolis, Formosa, La Rioja, Malargue [sezónní], Mar del Plata, Mendoza, Montevideo, Neuquén, Porto Alegre, Posadas, puerto Iguazú, Punta del Este [sezónní], Resistencia, Rio de Janeiro-Galeão, Río Gallegos, Salvador da Bahia, San Juan, San Luis, San Martín de los Andes, San Rafael, Santa Fe, Santa Rosa, Santiago de Chile, Santiago del Estero, São Paulo-Guarulhos, Trelew, Tucumán, Ushuaia, Viedma |
| Air Class Line Aéreas   | Montevideo |
| Andes Line Aéreas       | San Salvador de Jujuy, Puerto Madryn, Salta |
| Austral Line Aéreas     | Bahía Blanca, Bariloche, Comodoro Rivadavia, Córdoba, El Calafate, Mendoza, Neuquén, Puerto Iguazú, Río Gallegos, Río Grande, Salta, San Salvador de Jujuy, Trelew, Tucumán, Ushuaia |
| LADE                    | Bahía Blanca, Bariloche, Comodoro Rivadavia, El Bolsón, El Calafate, Esquel, Mar del Plata, Neuquén, Perito Moreno, Puerto Deseado, Puerto Madryn, Puerto San Julián, Río Gallegos, Ushuaia, Viedma |
| LAER                    | Concordia, Paraná, Paso de los Libres |
| LAN Airlines            | Santiago de Chile |
| LAN Argentina           | Bariloche, Comodoro Rivadavia, Córdoba, El Calafate, Malargue [sezónní], Mendoza, Neuquén, Puerto Iguazú, Río Gallegos, Salta, San Juan, Tucumán, Ushuaia |
| Norwegian Air Argentina | Bariloche, Cordoba, Mendoza, Neuquen, Iguazu, Salta |
| PLUNA                   | Montevideo, Punta del Este |
| Sol Line Aéreas         | Mar del Plata, Merlo, Montevideo, Punta del Este [sezónní], Río Cuarto, Rosario, San Luis, Santa Fe, Santa Rosa, Villa Gesell [sezónní], Villa Mercedes |
| TAM Airlines            | Porto Alegre [začíná 26. dubna], Rio de Janeiro-Galeão [začíná 26. dubna], São Paulo-Guarulhos [začíná 26. dubna] |